# Liste der osmanischen Gesandten in Preußen
Der erste offizielle osmanische Diplomat, Mektupçu Azmi Said Efendi, kam 1701 zur Krönung von Friedrich I. zum König in Preußen am 18. Januar 1701 nach Königsberg.

## Gesandte
| Ernennung Akkreditierung | Name                          | ernannt von   | akkreditiert während der Regierung von | Posten verlassen |
| ------------------------ | ----------------------------- | ------------- | -------------------------------------- | ---------------- |
| 2. Nov. 1763             | Ahmed İbrahim Resmî           | Mustafa III.  | Friedrich II.                          | 20. Apr. 1764    |
| 21. Feb. 1791            | Asim Said Efendi              | Selim III.    | Friedrich II.                          | 27. Dez. 1791    |
| 15. Juni 1797            | Giritli Ali Aziz Efendi       | Selim III.    | Friedrich Wilhelm III.                 | 29. Okt. 1798    |
| 1. Juni 1800             | Mehmet Esad Efendi            | Selim III.    | Friedrich Wilhelm III.                 | 28. Apr. 1804    |
| 9. Okt. 1804             | Jak Agriopulo Efendi          | Selim III.    | Friedrich Wilhelm III.                 |                  |
| 13. Mai 1838             | Kamil Pasa                    | Mahmud II.    | Friedrich Wilhelm III.                 | 6. Aug. 1839     |
| 28. Aug. 1839            | Rahmi Efendi                  | Abdülmecid I. | Friedrich Wilhelm III.                 |                  |
| 1. Sep. 1839             | Mehmet Nuri Efendi            | Abdülmecid I. | Friedrich Wilhelm III.                 |                  |
| 1. Jan. 1840             | Sarl Davut Efendi             | Abdülmecid I. | Friedrich Wilhelm IV.                  | 1. Jan. 1843     |
| 16. Apr. 1843            | Mehmet Talat Efendi           | Abdülmecid I. | Friedrich Wilhelm IV.                  | 1. Jan. 1845     |
| 1. Nov. 1845             | Sevket Bey                    | Abdülmecid I. | Friedrich Wilhelm IV.                  | 3. Dez. 1846     |
| 29. März 1847            | Mustafa Sami Efendi           | Abdülmecid I. | Friedrich Wilhelm IV.                  | 29. Mai 1848     |
| 3. Mai 1848              | Karabet Artin Davutoglu Bey   | Abdülmecid I. | Friedrich Wilhelm IV.                  |                  |
| 14. Jan. 1851            | Konstantin Karaca Bey         | Abdülmecid I. | Friedrich Wilhelm IV.                  |                  |
| 1. Jan. 1852             | Ali Riza Efendi               | Abdülmecid I. | Friedrich Wilhelm IV.                  | 1. Jan. 1854     |
| 12. Sep. 1854            | Yusuf Kâmil Paşa              | Abdülmecid I. | Friedrich Wilhelm IV.                  | 1. Aug. 1857     |
| 29. Okt. 1857            | Ihsan Bey                     | Abdülmecid I. | Friedrich Wilhelm IV.                  | 31. Dez. 1857    |
| 18. Nov. 1858            | Yanko Aristaki Efendi         | Abdülmecid I. | Wilhelm I.                             |                  |
| 1. Jan. 1865             | Alexander Carathéodory Pascha | Abdülaziz     | Wilhelm I.                             |                  |